# 親子鑑定
親子鑑定（おやこかんてい）とは、親子の生物学的血縁関係の有無についての鑑定である。

## 概要
親子鑑定には、(1) 受精時期、妊娠期間、生殖能力等の産科学的検査、(2) 顔貌の相似度、皮膚紋理等の人類学的検査、(3) 個人差のある（多型性を示す）遺伝形質の遺伝学的検査の3つの手法があるが、現在では、遺伝学的検査によって非常に精度の高い鑑定ができるようになっているため、通常、親子鑑定といえば遺伝学的検査による親子鑑定を指すことが多い。
遺伝学的検査の方法としては、従来、血液型が用いられることが多かったが、近年では、より精度の高いDNA多型を用いたDNA型鑑定が行われることも多くなっている。
親子関係のうち、母子関係の有無は通常、出産の有無によって明らかなので、親子鑑定が行われるのはほとんどが父子関係についてである。
母子鑑定は病院での新生児取り違え等、母親も自分の子が分からなくなるような特殊な状況に限られる。

## 遺伝学的検査の手法

### 血液型による検査
これまでは、通常、血液型27システムを用いて鑑定を行っていた。この親子鑑定をすると、偽父除外率は、平均99.4％になる。親子関係が2つ以上のシステムで成立しない場合には、親子関係が無いと断定できるが、すべてで成立しても親子関係があるとは断定できない。
血液型遺伝子は、ゲノムの0.01％であるので、血液型判定ですべて完全一致していたとしても、親子関係があると断定できない（判定する血液型の種類は、血液型の項を参照）。

### DNA多型による検査
遺伝情報は30億の塩基対の中にあり、そのうち7％が実際にタンパク質を発現する遺伝子であるとされているが、残りの93％は非コード領域で、ここにDNA多型の大部分が存在する。
| Locus      | 排除率（％） | アリル   | 遺伝子型           |
| ---------- | ------------ | -------- | ------------------ |
| D16S537    | 75.3         | 12種類   | 78種類             |
| D8S320     | 76.9         | 18種類   | 171種類            |
| FGA        | 68.4         | 9種類    | 45種類             |
| D11S554    | 78.0         | 24種類   | 300種類            |
| TH101      | 46.5         | 7種類    | 28種類             |
| 総合排除率 | 99.8         | 計70種類 | 組み合わせ50億通り |

#### 法医学で検査するDNA多型
法医学において検査するDNA多型は、ゲノムの93％を占める非コード領域の数十万箇所に散在する縦列反復配列のうち、きわめて変異に富む座の多型であり、5座（5システム）から得る遺伝情報は、血液型27システムの情報よりはるかに多い。
それゆえ、親子鑑定の存在を事実上、100％の確かさで証明できる。

## 親子鑑定を必要とする民事事件
- 認知請求事件
- 嫡出子否認事件
- 親子関係不存在確認請求事件
- 父を定める訴え
- 子の取り違え事件